# 金亨稷郡
金亨稷郡（：／ Kimhyŏngjik gun */?）是朝鮮民主主義人民共和國兩江道西部的一個郡，北隔鴨綠江與中國吉林省相望，西以狼林山脈與慈江道分開。最高點是海拔2,185公尺的稀塞峰。其他主要河流包括厚昌江、厚州川等。面積1,472.6平方公里，2008年人口57,729人。下分1邑、6勞動者區、9里。

## 歷史
原為平安道江界府的一部份，1909年設厚昌郡（후창군），1949年被劃入慈江道，1954年被劃入兩江道。1988年改以朝鮮國家主席金日成的父親金亨稷命名。